# Kimura Komako

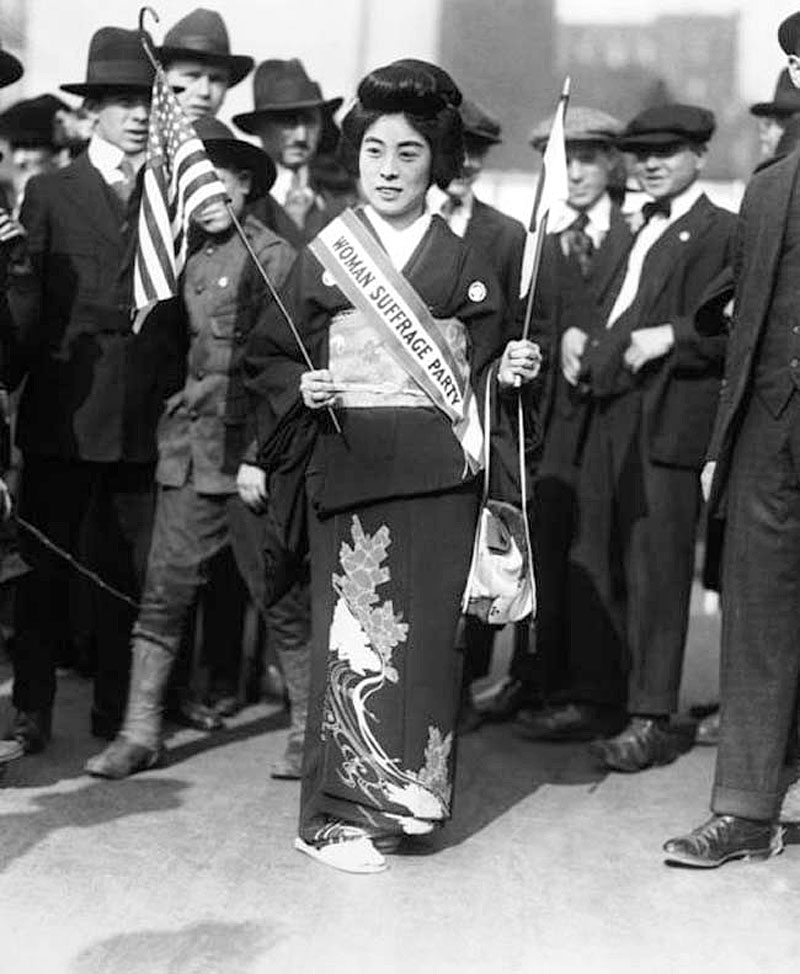
Kimura Komako in New York, 1917

Kimura Komako (japanisch 木村 駒子, geboren am 29. Juli 1887 als Kurose Koma (黒瀬 駒) in Japan; gestorben 10. Juli 1980), in amerikanischen Zeitungen auch Komaku Kimura oder Komago Kimura genannt, war eine japanische Suffragette, Schauspielerin, Tänzerin, Intendantin und Zeitschriften-Herausgeberin während der Taishō- und Shōwa-Zeit. Ihre Arbeit in Literatur und Theater hatte großen Einfluss auf die Frauenbewegung in Japan. Kimura war zu ihrer Zeit wegen ihrer kontroversen Aktionen sowohl im Theaterleben als auch in ihrer Arbeit zur Förderung der Frauenbewegung umstritten.

## Frühe Jahre
Kurose Koma wurde am 29. Juli 1887 als jüngste dreier Schwestern geboren. Sie wurde schon in jungen Jahren in den Künsten ausgebildet und begann mit drei Jahren Nihon buyō und mit fünf Jahren Kabuki zu lernen. Ihr Vater, der Prokurist eines Feuerlöschpumpenhändlers war, verlor sein gesamtes Vermögen an einen erpresserischen Geldverleiher und war, als sie acht Jahre alt war, gezwungen, die Familie zurückzulassen, um nach Taiwan zu ziehen und dort Arbeit zu finden. Kurose nutzte ihr Training in Tanz und Theater, um ihre Familie zu unterstützen, indem sie in Kumamoto einem Wandertheater beitrat. In jungen Jahren ging sie auf eine von Junko Takezaki gegründete Schule, auf der Mädchen nicht nur ermutigt wurden, zu lernen und gute, traditionelle japanische Ehefrauen und Mütter zu werden, sondern auch, „Persönlichkeiten zu sein“. Sie wurde durch die Schule von Persönlichkeiten wie Johann Wolfgang von Goethe, George Gordon Byron, Maurice Maeterlinck, Oscar Wilde und Ralph Waldo Emerson inspiriert. Auch die Ideen von Ellen Key, einer schwedischen Feministin, beeinflussten sie sehr.

## Familie und frühe Karriere

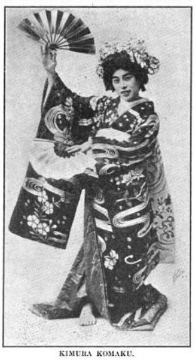
Kimura Komako in japanischer Kleidung

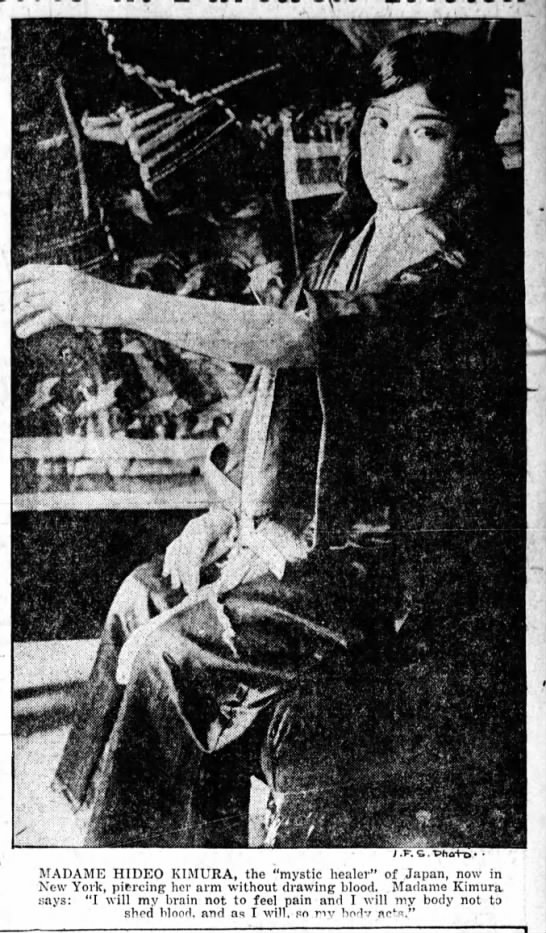
Kimura Komako beim Praktizieren von Akupunktur

Kurose wurde beinahe mit einem Mann verheiratet, der ihren Eltern Geld bot, um sie zu ihrer Konkubine zu machen, doch lief sie davon, bevor es dazu kommen konnte. Einige Quellen geben an, dass sie an ihrem Hochzeitstag davonlief, es ist jedoch unklar, ob es sich dabei um Dramatisierungen der Zeitungen handelt. Anschließend hatte sie verschiedene Jobs inne, von der ersten Telefonistin in Kumamoto bis zur Lehrerin, während sie von ihrer Freundin Kimura Bansaku unterstützt wurde, die durch den Verkauf von Sojasauce wohlhabender war. Möglicherweise lernte Kurose während dieser Zeit auch für drei Jahre lang als Geisha in Nagoya. Sie wollte jedoch immer noch das aufregende Leben einer Schauspielerin. Sie verliebte sich in Bansakus Neffen, einen geschiedenen Mann mit dem Namen Kimura Hideo, der Religionswissenschaft an der UC Berkeley studiert hatte und anschließend in der Medizin arbeitete, wo er unter anderem Hypnose zur Heilung anwendete. Sie hatten einen unehelichen Sohn zusammen, der im Februar 1908 auf die Welt kam und den sie Shouji nannten. Kurose zufolge bedeutete sein Name „Leben und Tod“, da dies die „Lebensgeschichte eines Menschen zusammenfasst“.
Die gesellschaftliche Ächtung als unverheiratete Mutter erschwerten es Kimura erheblich einen Job zu behalten. Obwohl sie selbst keine Sozialistin war, wünschte sie sich mehr Offenheit des Denkens und der Kunst in Japan, sie schrieb daher für die sozialistische Zeitschrift Kumamoto hyōron. Diese ließ ihren Namen jedoch nicht auf Artikel drucken, nachdem im Januar 1908 ihre uneheliche Mutterschaft bekannt wurde. Auch in der Kaiserlichen Schule für Schauspielunterricht wurde sie zunächst aufgenommen, aber entlassen, als bekannt wurde, dass sie als unverheiratete Frau ein Kind hatte.
Das Paar zog im Mai 1909 nach Tokio, wo sie gesetzlich heirateten und im Herbst 1911 ein weiteres Kind hatten. Kimura nahm dort Schauspielunterricht, hörte damit jedoch auf, als ihre einjährige Tochter 1912 starb.

## Theater
Kimura war die Intendantin zweier Theater in Tokio, des Kimura-Komako-Theaters und des Tokiwaza. Sie selbst trat im Laufe ihres Lebens in etwa 500 Stücken auf, als Heldin in Stücken von Shakespeare und anderen wie La Tosca, Monna Vanna und Camille.
Sie liebte die Bühne, da sie einer der wenigen Orte war, in denen Frauen in einer von Männern dominierten Gesellschaft aufblühen konnten, da „nur Frauen auf der Bühne eine Gelegenheit haben mit Geschäftsleuten zu reden“, etwas das nicht einmal ihren Ehefrauen zuteilwurde. Sie wurde auf der Bühne und nach Auftritten nicht als geringer angesehen. Sie konnte mit einflussreichen Männern sprechen, die sich ihre Meinungen anhörten.

## Shinshinfujin-Frauenvereinigung
Als Beginn der Frauenbewegung in Japan wird allgemein Seitōsha, die japanische Blaustrumpfgesellschaft angesehen, sowie die zugehörige feministische Zeitschrift Seitō, die ab 1911 erschien. Sie wurde von Frauen der Mittelschicht herausgegeben.
Als Reaktion gründeten am 1. März 1913 Kimura Komako, Nishikawa Fumiko (1882-1960), Miyazaki Mitsuko (1885–1916) und Itō Akiko eine neue Bewegung mit dem Namen Shin-shinfujinkai („Wahre Neue Frauenvereinigung“). Zusammen begannen sie eine Vorlesungsreihe und 1913 eine Frauenzeitschrift, beide mit dem Titel Shin shin fujin („Die Neue Wahre Frau“). Ihre erste Rede gab Kimura 1913. Sie hatte den Titel „Liebe und Selbst-Realisierung für Frauen“. Die Zeitschrift beabsichtigte sie in Amerika, Japan und Europa in Umlauf zu bringen. In ihrer ersten Veröffentlichung beschrieb sie, dass sie nicht nur die Gesetze ändern wolle, um Männern und Frauen auf dem Papier gleiche Rechte einzuräumen. Ihr Ziel war es Frauen zu willensstarken und bedachten Feministinnen auszubilden, die eine Ausbildung erhalten, die der von Männern entspricht, und sich nicht mehr auf die Männer in ihrem Leben beziehen müssen, um Entscheidungen für sich selbst zu treffen.

## Kontroversen und Gerichtsverhandlung
Die Frauenzeitschrift existierte bis Januar 1918, als sie von der japanischen Regierung unterdrückt wurde. Das Magazin war für zu der Zeit radikale Themen bekannt, so kritisierte es die traditionelle Ehe und war die erste japanische Publikation, die offen die Verwendung von Verhütungsmitteln thematisierte.
Kimura wurde auch verboten öffentliche Versammlungen abzuhalten. Als Reaktion auf die Verbote der japanischen Regierung schrieb und übernahm sie die Hauptrolle in einem Stück mit dem Titel „Ignoranz“. Die japanische Regierung wies sie daraufhin an, wieder Traditionelles zu spielen, sonst würde die Schließung ihrer Theater folgen. Stattdessen gab sie freien Eintritt zu allen Auftritten in ihrem Theater. Daraufhin ließ die Regierung sie verhaften. Bei der folgenden Gerichtsverhandlung übernahm sie ihre eigene Verteidigung und war dabei so erfolgreich, dass die Regierung ungewollt ihre Botschaft förderte, da durch die Verhandlung ihr Kampf für Frauenrechte und das Frauenwahlrecht im ganzen Land bekannt wurde.

## Reise und Umzug in die USA

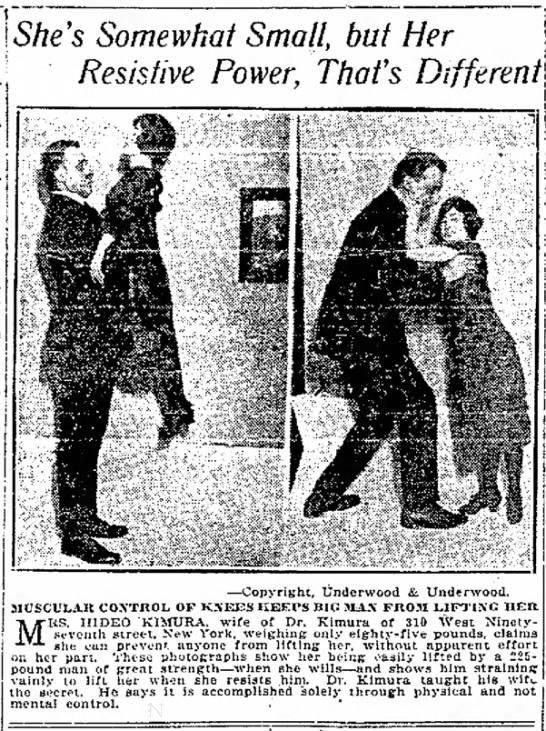
Kimura Komako und ihr Ehemann in einem amerikanischen Zeitungsartikel von 1921

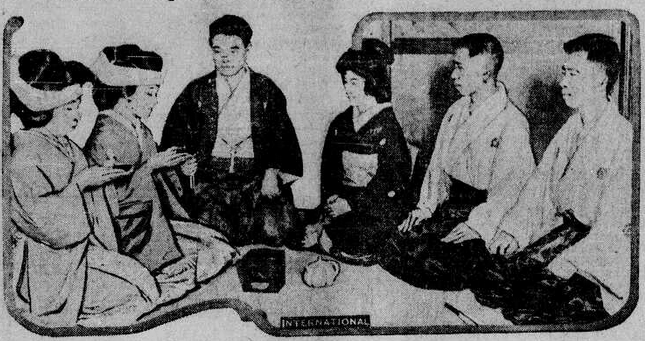
Doppelte japanische Hochzeitszeremonie in New York mit Kimura Hideo und Komako in der Mitte (1921).

1917 hatte sich Kimura bereits fünf Jahre erfolglos um das Frauenwahlrecht in Japan bemüht. Es gab Finanzierungsprobleme, Widerstand in der Regierung und einen Mangel an japanischen Präzedenzfällen für die Frauenrechtsbewegung, die Kimura daran hinderten größere Fortschritte zu erreichen.
In den USA wollte sie sich von amerikanischen Frauen inspirieren lassen, die sie dafür bewunderte, dass sie sich über ihr Make-Up und ihre Kleidung als Individuen ausdrücken konnten. Sie kritisierte die japanische Gesellschaft, die Frauen Konformität aufzwang, in der sie eine Stunde brauchten, um ihre Haare und Kleidung zu machen, und sich dann aufgrund der restriktiven Natur traditioneller japanischer Kleidung den ganzen Tag nicht unbehindert bewegen konnten. Während ihres Besuchs traf sie sich mit der ersten weiblichen Kongressabgeordneten Jeannette Rankin sowie mit Präsident Woodrow Wilson. Sie nahm auch an einem Marsch für das Frauenwahlrecht am 27. Oktober 1917 in New York teil.
Die Kimuras zogen einige Zeit nach der Gerichtsverhandlung in die Vereinigten Staaten und lebten dort für acht Jahre. Während dieser Zeit brachte Kimura ihre Schauspielkarriere voran und setzte sich für das Frauenwahlrecht ein. Sie trat unter anderem in Carnegie Hall und am Broadway auf. Das Ehepaar lehrte dort zudem ihre Kanjizai-Philosophie (観自在宗). Durch Training der Willenskraft versprachen sie sogar die Heilung von Krankheiten. Sie führten auch religiöse Zeremonien wie Hochzeiten durch.
Kimura schrieb mehrere Bücher über Meditation und Atemtechniken, darunter A Textbook on the Art of Dancing und The Art of Kannon. Sie starb am 10. Juli 1980 im hohen Alter von 92 Jahren.

## Schriften (Auswahl)
- Fumiko Nishikawa, Komako Kimura & Mitsuko Miyazaki: 新眞婦人 (Shinshinfujin, dt. „Neue Dame“).
- Nishikawa Fumiko, Kimura Komako & Miyazaki Mitsuko: 新しき女の行く可き道 (Atarashiki onna no yukubeki michi, dt. „Der mögliche Weg der neuen Frau“).
- Komako Kimura: 観自在術 (Kanjizaijutsu, dt. „Kanjizai-Technik“). 育成会, 1914.
- Shinichi Yoshinaga, Komako Kimura & Kōjirō Nishikawa: 日本人の身・心・霊 : 近代民間精神療法叢書.27 (Nihonjin no shin shin rei : kindai minkan seishin ryōhō sōsho.27, dt. „Körper, Geist und Seele der Japaner: Moderne Volkspsychotherapieserie 27“).
- Kimura Komako: 舞踊芸術敎程 (Buyō geijutsu kyōtei, dt. „Kurs Tanzkunst“).